# Who You Wit
"Who You Wit" é um single de 1997 do rapper Jay-Z que foi produzido por Ski. Foi lançado em promoção do filme de 1997 Sprung e apareceu em sua trilha sonora. Sua batida usa um sample "Night Love" de Jeff Lorber.
Uma faixa chamada "Who You Wit II" aparece no segundo álbum de Jay-Z In My Lifetime, Vol. 1. Apresenta a mesma base, mas adiciona um último verso que a versão original não tem.

## Lista de faixas do single

### CD
1. "Who You Wit (Clean Version)" (4:05)
2. "Who You Wit (Album Version)" (4:07)
3. "Who You Wit (Instrumental Version)" (4:07)
4. "Who You Wit (A Cappella Clean Version)" (3:58)
5. "Who You Wit (A may pich vercion)" (887: 09)

### Vinil

#### Lado-A
1. "Who You Wit (Album Version)" (4:07)
2. "Who You Wit (A Cappella)" (3:58)

#### Lado-B
1. "Who You Wit (Clean Version)" (4:07)
2. "Who You Wit (Instrumental)" (4:08)